# Вјолина-Репето (Торино)
Вјолина-Репето је насеље у Италији у округу Торино, региону Пијемонт.
Према процени из 2011. у насељу је живело 20 становника. Насеље се налази на надморској висини од 213 м.